# Abderrahmane Benkhalfa
Abderrahmane Benkhalfa (Tiaret, 2 luglio 1949 – Kouba, 23 aprile 2021) è stato un politico, funzionario e banchiere algerino.

## Biografia
Dopo la laurea all'Università di Grenoble, occupò diversi incarichi alla Banca d'Algeria e fu delegato generale dell'Association des Banques et des Établissements Financiers d'Algérie. Fu Ministro dell'Economia dal maggio 2015 al giugno 2016.
Abderrahmane Benkhalfa è morto nell'aprile del 2021 all'età di 71 anni, per complicazioni da COVID-19.